# Burg Czersk

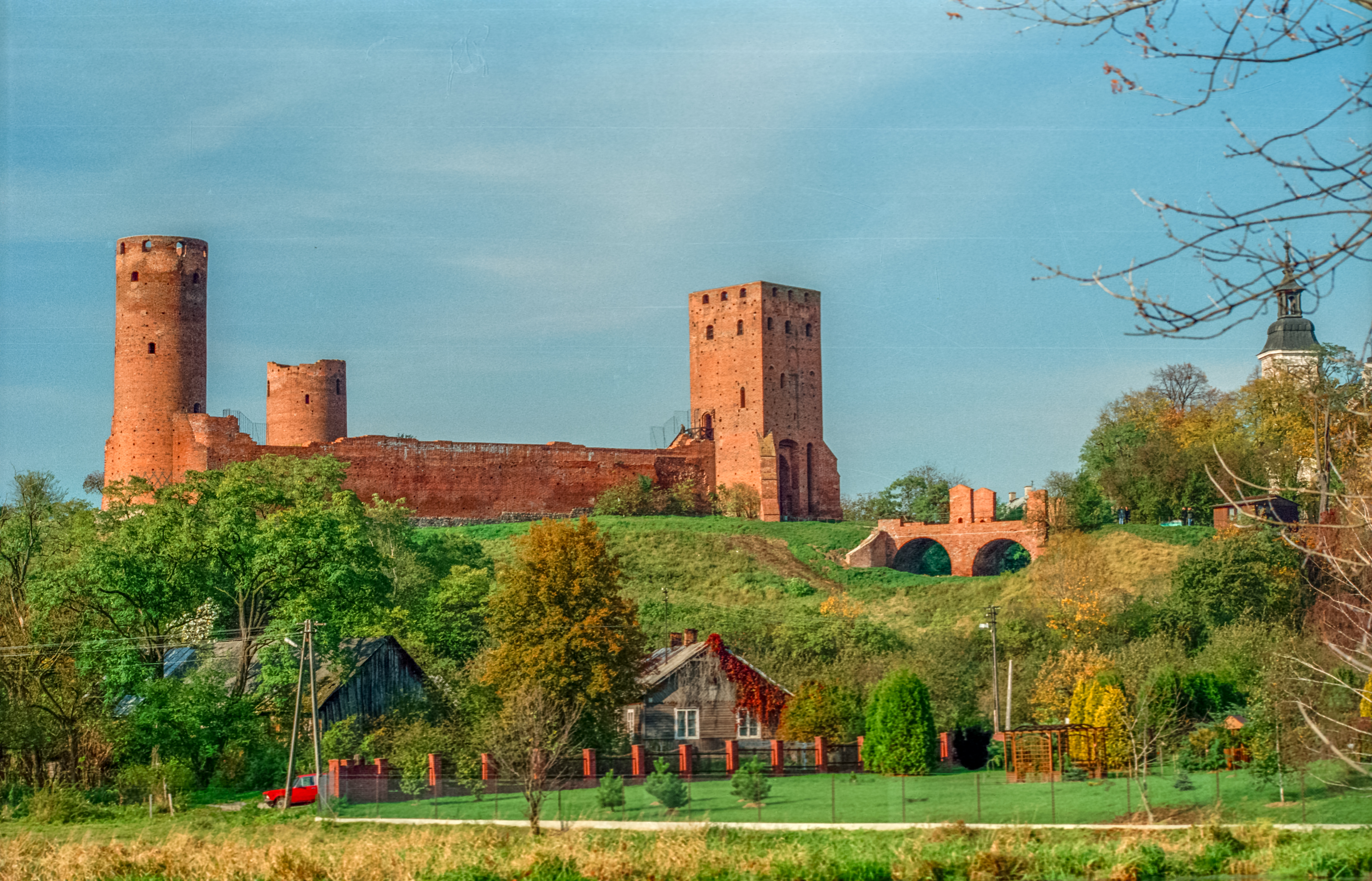
Blick von der Weichsel

Die Ruine der Burg der masowischen Fürsten in Czersk (polnisch Zamek książąt mazowieckich w Czersku), kurz Burg (in) Czersk, befindet sich in Czersk im Powiat Piaseczyński an der Weichsel in der Woiwodschaft Masowien in Polen. Die Wasserburg liegt am linken Ufer der Weichsel auf einer Anhöhe.

## Geschichte
Die heute bestehende Burgruine basiert auf einem Ziegelsteinbau aus dem 14. Jahrhundert. Bis dahin hatte es an dieser Stelle eine Festung aus Holz gegeben. Die Ruine besteht aus zwei Rundtürmen und einem gotischen eckigen Turm, letzterer dient als Eingang. Der ostwärtige Rundturm wurde als Gefängnis genutzt. Der Zugang erfolgte vom Mauerrundgang, von hier wurden die Gefangenen durch ein Loch auf den 10 Meter tiefer liegenden Boden des Turmes herabgelassen. Der Westturm beherbergte die Waffen- und Munitionskammern. Alle Türme hatten hölzerne Spitzdächer. Die die Türme verbindenden, ursprünglich 7 bis 8 Meter hohen Mauerteile sind teilweise bis auf den Boden abgetragen. Die Fundamente der Mauerwälle befinden sich bis zu 5,5 Metern in der Erde, die Dicke der Mauern beträgt 1,80 bis 1,85 Meter. Vermutlich unter der polnischen Königin Bona, der Frau Sigismund I., wurden mehrere schlossartige Gebäude in der Burg errichtet. Nachdem Bona das Land verlassen hatte, begann der bauliche Niedergang der Burg.

## Panorama

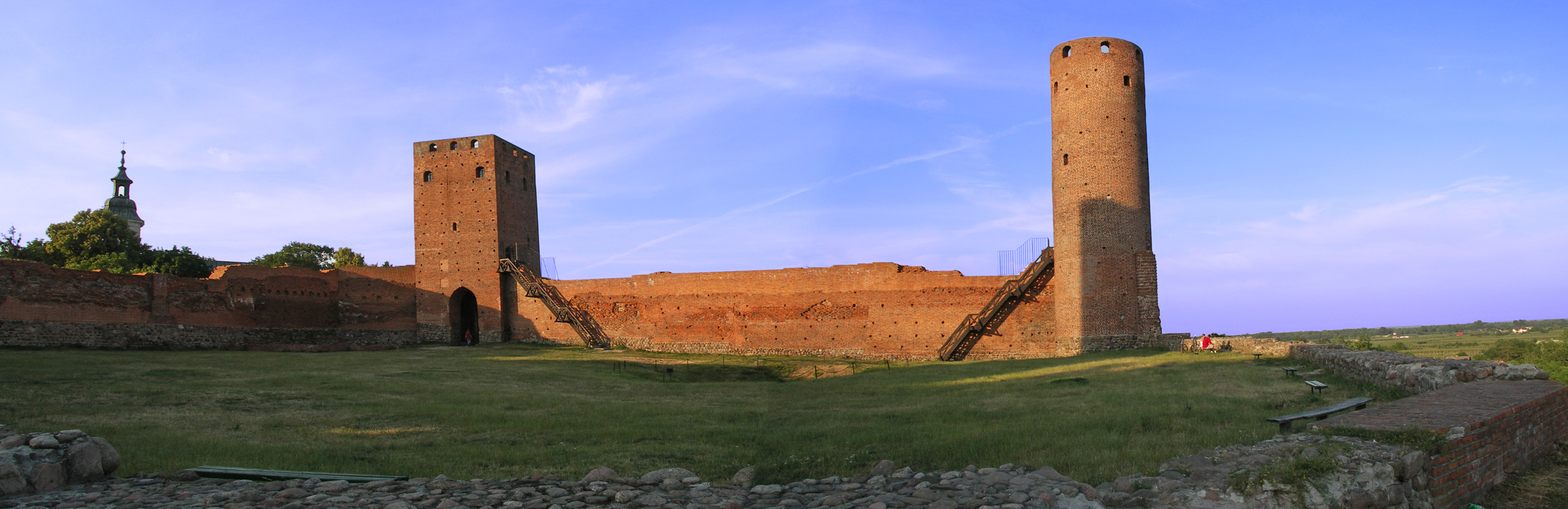
Panorama der Burgruine